# 沙塘港村
沙塘港渎，即“沙塘港村”，隶属中国江苏省宜兴市周铁镇（原洋溪镇）所辖行政村。本村居民以杭姓、裴姓为主。位于太湖西滨，南邻毛渎，北靠横荡河，横荡河由此处流入太湖，沙塘港位于此渎（村）。
沙塘港渎位于周铁镇东南2公里,东南毗邻太湖,与无锡马山国家度假区隔湖相望,烧香港河、横塘河横穿村落，有湖滨公路通往周铁镇，宜兴市区，无锡市区，水陆交通方便。沙塘港渎的竺山上有福善寺。沙塘港渎总面积2.9平方公里,共有2个自然村落,划分18个村民小组,总人口3423人,现有耕地面积3732亩,村庄面积392.4亩,山地面积450亩。